# PZL Mielec M-15
Il Mielec M-15 era un aereo agricolo biplano monomotore a getto, prodotto dall'azienda polacca Polskie Zakłady Lotnicze e destinato all'aviazione agricola sovietica.
È l'unico jet in configurazione alare biplana e l'unico jet ad uso agricolo del mondo. Per il suo strano aspetto e la sua elevata rumorosità dovuta al motore, l'M-15 si è guadagnato il soprannome di Belphegor, un demone mitologico rumoroso.

## Storia

### Sviluppo
L'aereo venne progettato in Polonia in risposta ad una specifica sovietica che chiedeva un nuovo aereo agricolo per essere usato in grandi aree delle fattorie collettive sovietiche di (kolkhoz e sovchoz), aerei più moderni ed efficienti del Antonov An-2SKh e An-2R. La Polonia aveva già prodotto l'aereo agricolo Antonow An-2R sotto licenza per l'esportazione dalla URSS, e gli aerei agricoli divennero specialità polacca nel COMECON.